# Limoncito, Mexiko
Limoncito är en ort i Mexiko.   Den ligger i kommunen General Heliodoro Castillo och delstaten Guerrero, i den södra delen av landet, 220 km söder om huvudstaden Mexico City. Limoncito ligger 1 681 meter över havet och antalet invånare är 396.
Terrängen runt Limoncito är bergig åt sydost, men åt nordväst är den kuperad. Runt Limoncito är det ganska glesbefolkat, med 21 invånare per kvadratkilometer. Närmaste större samhälle är Tlacotepec, 14,4 km nordost om Limoncito. I omgivningarna runt Limoncito växer huvudsakligen savannskog.